# Primera Guerra Carlina

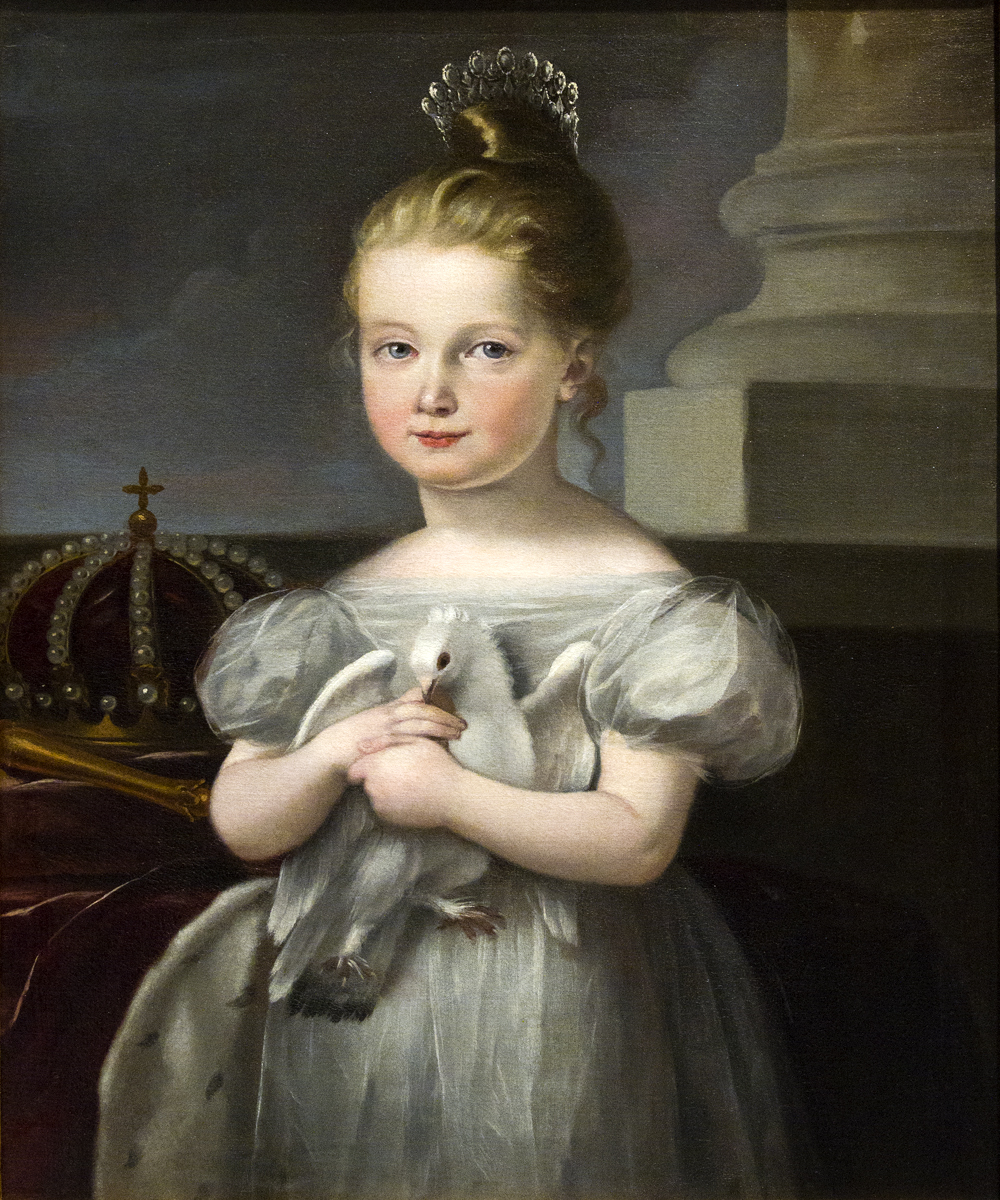
Isabel II de nena

La Primera Guerra Carlina o Guerra dels Set Anys fou el conflicte civil que va esclatar a Espanya quan va morir el rei Ferran VII i a causa de la seva successió, perquè els absolutistes no acceptaven la seva filla Isabel II d'Espanya, declarada hereva en virtut de la Pragmàtica Sanció de 1830. La rebel·lió va esclatar el 1833 i va afectar principalment el País Basc, Navarra, Catalunya i el Maestrat. És la primera d'una sèrie de confrontacions anomenades genèricament Guerres Carlines.

## Origen
La guerra, la va plantejar Carles Maria Isidre, germà de Ferran VII, per la qüestió successòria, ja que havia estat l'hereu al tron durant el regnat del seu germà Ferran VII, a causa que aquest, després de tres matrimonis, mancava de descendència. No obstant això, el nou matrimoni del rei i l'embaràs de la reina obren una nova possibilitat de successió.
Al març de 1830, sis mesos abans del seu naixement, el rei publica la Pragmàtica Sanció de Carles IV aprovada per les Corts de 1789, que deixava sense efecte el Reglament de 10 de maig de 1713, que excloïa la successió femenina al tron fins a esgotar la descendència masculina de Felip V. Es restablia així el dret successori tradicional castellà, recollit en Les Partides, segons el qual podien accedir al tron les filles del rei difunt en cas de morir el monarca sense fills homes.
No obstant això, Carles Maria Isidre, no va reconèixer Isabel com a princesa d'Astúries i quan Ferran va morir el 29 de setembre de 1833, Isabel va ser proclamada reina sota la regència de la seva mare, Maria Cristina de Borbó-Dues Sicílies, i Carles en el Manifest d'Abrantes va mantenir els seus drets dinàstics, portant al país a la Primera Guerra carlina.
La qüestió dinàstica no va ser l'única raó de la guerra. Després de la Guerra del Francès, Ferran va abolir la Constitució de 1812, però després del Trienni Liberal (1820-1823), Ferran VII no va tornar a restaurar la Inquisició, i en els últims anys del seu regnat va permetre certes reformes per atreure els sectors liberals, que a més pretenien igualar les lleis i costums en tot el territori del regne eliminant els furs i les lleis particulars, mentre els sectors més conservadors s'agrupaven a l'entorn del seu germà Carles.

## Contendents
El camp i les petites ciutats del País Basc i Navarra van recolzar majoritàriament el pretendent Carles a causa del seu tradicionalisme foral, gràcies al suport que li va donar el baix clergat local. Molts autors han especulat amb la possibilitat que la causa carlina al País Basc i Navarra fos fonamentalment foralista. No existeix consens en aquesta anàlisi, ja que altres autors rebaten aquesta interpretació, situant la principal raó del suport basconavarrès a l'influx del clergat en la societat.
A Aragó, Catalunya i País Valencià es va veure com una oportunitat de recuperar els seus drets forals, perduts després de la Guerra de Successió espanyola amb els Decrets de Nova Planta. La jerarquia eclesiàstica es va mantenir ambigua, encara que una part important del clergat (com per exemple, el famós Jerónimo Merino) es va unir als carlins.
A l'altre bàndol, els liberals i moderats es van unir per fer costat a Maria Cristina i a la seva filla Isabel. Controlaven les principals institucions de l'estat, la majoria de l'exèrcit i totes les ciutats importants. Els liberals van rebre suport del Regne Unit, Portugal i França en forma de crèdits per al tresor i de forces militars. Els britànics van enviar la Legió Auxiliar Britànica, cos de voluntaris al comandament del general George de Lacy Evans, mentre que la Royal Navy realitzava funcions de bloqueig. Els portuguesos van enviar la Divisão Auxiliar a Espanha sota el comandament del baró das Antas i els francesos la Legió estrangera francesa, a més de col·laborar en el control de la frontera i de les costes espanyoles.

## L'alçament

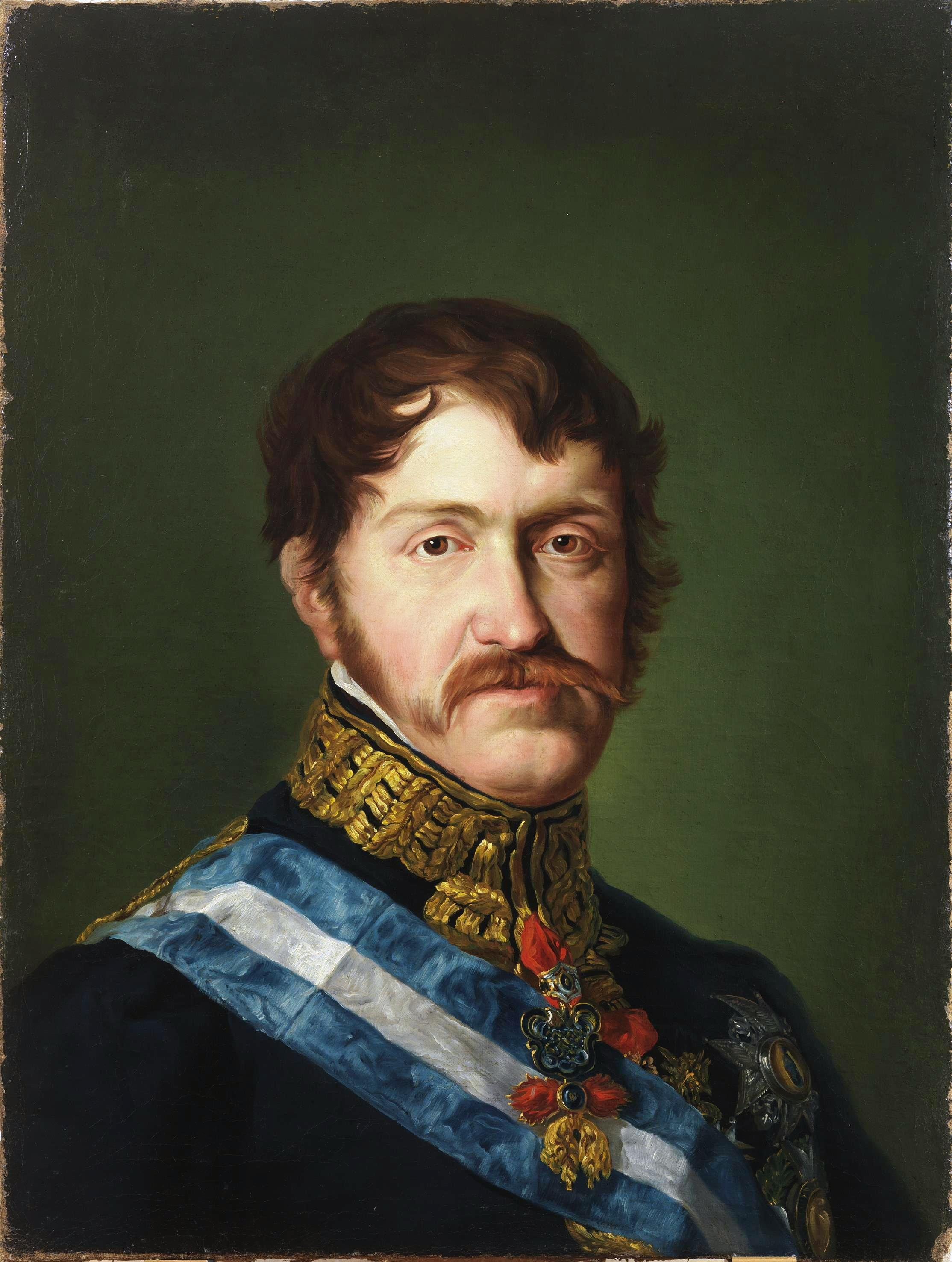
L'infant Carles Maria Isidre, autoproclamat rei amb el nom de Carles V

La rebel·lió va esclatar després de la convocatòria de les Corts el 20 de juny de 1833 quan el pretendent don Carles, refugiat a Portugal, es va negar a jurar lleialtat a la seva cunyada Maria Cristina de Borbó-Dues Sicílies.
L'1 d'octubre, don Carles, amb el suport de Miquel I de Portugal, va signar a Abrantes un manifest pel qual reivindicava el seu dret al tron. En la pràctica, la rebel·lió va començar el dia 2 a Talavera de la Reina quan els voluntaris reialistes locals van proclamar Carles rei d'Espanya. El manifest del 2 d'octubre va iniciar una sèrie d'insurreccions de guerrillers, exmilitars i voluntaris, assumint en molts casos el control del govern municipal: així va ser a Logronyo (controlat el 7 d'octubre) o a Burgos, on l'antic guerriller Jerónimo Merino va recórrer el territori cap a Sòria i va arribar a les proximitats de Madrid. A Catalunya, el primer aixecament a favor de Carles V va ser fet per Josep Galceran i Escrigàs a Prats de Lluçanès el 5 d'octubre. Tot i que aquest alçament va ser ràpidament sufocat, aquest cabdill va lluitar durant tota la guerra fins que va fugir a França, encara que hi ha la llegenda que va morir a la Roca d'en Galceran de Prats de Lluçanès, mentre mirava els atacs a la vall de Merlès. A Morella, es va proclamar rei a Carles V el 13 de novembre, tot i que va ser ocupada per forces liberals el 10 de desembre.
Les rebel·lions més importants es van produir al País Basc. A Bilbao, paisans armats amb el clero liderats pel marquès de Valdespina van assumir el control del municipi i la província el 3 d'octubre, i van tractar d'estendre la insurrecció cap a l'interior, però van ser derrotats en la batalla de Balmaseda. A Vitòria, el comandant Valentín de Verástegui va proclamar Carles el 6 d'octubre i el mateix dia se sollevaren a Salvatierra (Àlaba) José Uranga i Bruno Villarreal. Tot i que Sant Sebastià i Tolosa se'n van mantenir al marge, el control temporal de les ciutats de Bilbao i Vitòria va donar cohesió al procés d'insurrecció.

## El comandament de Zumalacárregui
Tomás de Zumalacárregui, que va assumir el lideratge de la direcció dels contingents navarresos el 15 de novembre, i de les tres províncies basques tres setmanes després, va reactivar la rebel·lió al nord: després de les victòries d'Abartzuza i Alsasua, Zumalacárregui va canviar la tàctica de guerrilla dispersa, pel control efectiu del medi rural i de les comunicacions, especialment dels passos del Pirineu navarrès.

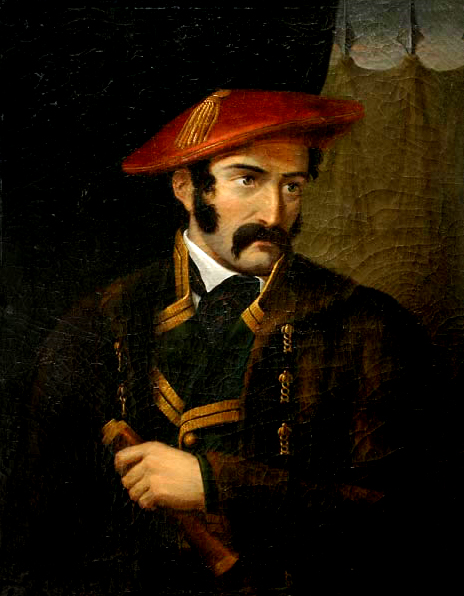
El general carlí Zumalacárregui

El 12 de juliol, el pretendent Carles va tornar des del seu exili anglès, cosa que va reactivar la guerra al nord. Mentrestant, en altres territoris la rebel·lió es va estancar en la fase de moviment guerriller. A Catalunya, van fracassar els intents de forçar un alçament amb l'entrada de tropes des del Maestrat amb la derrota de Manuel Carnicer a l'acció de Maials. A Igualada, a mitjans de setembre, va ser afusellat Joan Romagosa, que havia estat comandant general del Principat. Al Maestrat, la pressió va ser tan forta que el mateix Ramon Cabrera va haver de marxar al territori navarrès.
El 22 d'abril de 1834 els liberals Regne Unit, el Regne de França, el Regne d'Espanya i el Regne de Portugal van signar la Quàdruple Aliança en suport mutu. El final de la Guerra amb Portugal, amb la capitulació d'Évora Monte de 27 de maig de 1834, va permetre el reforçament de les tropes liberals, que es van concentrar a expulsar Zumalacárregui del seu refugi de Améscoas, però la derrota liberal del port d'Artaza el 22 d'abril de 1835 va frustrar el projecte i va permetre que el líder carlí assegurés la meitat occidental de Navarra, a més d'obrir les connexions amb les valls centrals de Guipúscoa als carlins amb Bergara i Oinati com a punts forts.
Tot i així, l'actitud de les potències europees va ser decisiva: els carlins van rebre de les potències conservadores: Àustria, Prússia, Rússia i Nàpols, diners i armes però no soldats. El governant francès també va permetre el contraban amb els territoris carlins.
Les derrotes isabelines van deixar tot el nord en mans carlines, de manera que el general Valdés s'acontentava a crear una línia de contenció a l'Ebre i mantenint algunes poblacions de la costa. Llavors, Zumalacárregui, que havia combinat la guerra amb la guerra de guerrilla, va decidir marxar sobre Madrid amb 30.000 soldats conquerint prèviament Àlaba, però el quarter general el va obligar a assetjar Bilbao. Zumalacárregui va ser ferit al setge i va morir nou dies després. Finalment, els generals cristins Latre i Espartero van aixecar el setge l'1 de juliol.
La retirada de Bilbao va ser un fracàs militar i polític, que va comportar la pèrdua del suport exterior i l'origen de tensions internes.

## L'etapa de les expedicions

El front en el seu moment àlgid

Entre la mort de Zumalacárregui i l'expedició Reial del maig de 1837, la guerra es va caracteritzar per un equilibri de forces al país basconavarrès i per l'augment del domini territorial carlí a Catalunya i el Maestrat.
Amb l'assumpció del lideratge de les tropes governamentals per Luis Fernández de Córdova el juliol de 1835 la guerra es va traslladar de nou a Navarra. Còrdova va iniciar la construcció de línies defensives per aïllar els carlistes. La batalla de Mendigorría el 15 de juliol, la més important de la guerra en nombre de forces implicades (36.000 lliberals i 24.000 carlistes), va ser el punt d'inflexió que va demostrar la impossibilitat dels carlins de marxar sobre Madrid i va donar temps a Mendizábal a mobilitzar recursos per a la guerra.
Mentrestant, una sèrie d'alçaments anomenat el motí de la Granja de San Ildefonso va ocasionar l'arribada al poder d'un govern progressista liderat per José María Calatrava, que va nomenar Espartero general de l'exèrcit del Nord.
En el front d'Aragó i el Maestrat, les derrotes de La Jana i Josep Miralles Marín el Serrador a Toga el gener de 1836 van fer creure als liberals que el Maestrat estava controlat, en retiraren bona part de les tropes, i l'execució del líder carlista Manuel Carnicer va ocasionar l'assumpció del comandament d'aquest front per Ramon Cabrera, però a la primavera de 1836, aquest ja comandava 6.000 soldats i 250 cavalls que operaven a l'entorn de Cantavella, iniciant la fortificació del territori controlat, i en l'estiu va fer que Josep Torner ataqués Gandesa per mirar d'unir els fronts del Maestrat amb el de Catalunya, sense aconseguir-ho, i les pèrdues en la batalla de Soneixa van impedir que pogués atacar l'Horta de València. Posteriorment, feu que Joaquín Quilez ataqués Ejulve, Lluís Llangostera i Casadevall, Casp, el Serrador, Ademús el 1837, i Quilez, finalment va derrotar Francisco Valdes en la batalla de Bañón. Poc després, el Serrador fou derrotat a Castelló, però va prendre Torreblanca i fou derrotat a Benicarló. Cabré prengué Ulldecona, però el Serrador no aconseguí prendre Sant Mateu ni Quilez Montalban i Alcorisa.

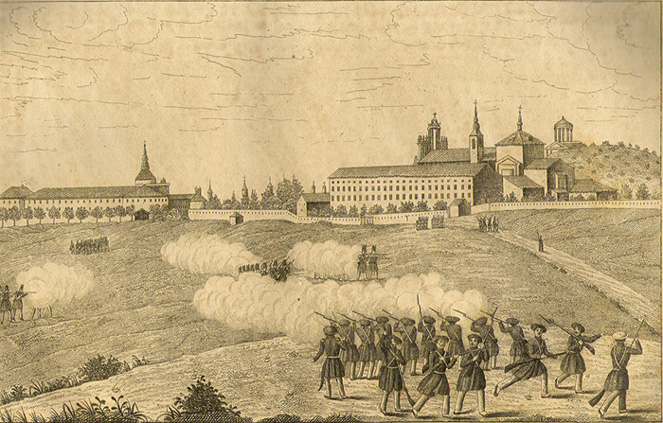
Gravat dels carlins a les portes de Madrid durant l'expedició Reial

L'atonia del front català es va tractar de superar amb l'enviament d'una expedició de 2.700 carlins navarresos a les ordres de Juan Antonio Guergué, però el fracàs a Olot a l'octubre i el retorn de Guergué va deixar els carlins en inferioritat al Principat.
Nous intents frustrats dels carlins de prendre Bilbao van ocasionar la dimissió de diversos dirigents (Villarreal i Erro) i va comportar l'assumpció del comandament militar carlí per l'infant Sebastià Gabriel de Borbó i de Bragança el desembre de 1836, que va donar impuls a una estratègia d'expedicions que van sortir del territori basconavarrès cap a Castella i es perllongaren cap a Catalunya, Astúries, Galícia i Andalusia.
De totes les expedicions, la més ambiciosa va ser l'expedició reial del 1837, integrada per 12.000 soldats i 1.600 genets, sota la direcció del mateix Carles i l'infant Sebastià de Borbó. Iniciada a Estella-Lizarra el 15 de maig de 1837, l'expedició tenia més components polítics que militars. Es tractava d'aprofitar el descontentament de l'oposició conservadora després dels motins de la Granja i pactar l'alternativa d'un matrimoni de la reina nena Isabel amb l'infant Carles Luis. Només traspassar l'Ebre, Carles va enviar ambaixadors a les potències conservadores europees. Després d'haver passat per Aragó (presa d'Osca) i Catalunya (conquesta el 12 de juliol de Berga, capital del carlisme) i València, l'expedició va ocupar Segòvia el 4 d'agost, amenaçant Madrid i posant de manifest la ineficiència del govern de Calatrava. Això va comportar el canvi a un govern moderat en les eleccions de setembre, liderat per Ofalia. Però, la situació militar no va millorar amb l'arribada del pretendent Carles a les portes de Madrid el 12 de setembre. L'arribada d'Espartero el 13 de setembre va forçar una retirada de les tropes carlines a l'Ebre, va arribar al País Basc el 26 d'octubre de 1837 amb unes desercions de més de 16.000 soldats en un exèrcit de 20.000.

## El col·lapse basconavarrès i la resistència final de Cabrera al Maestrat

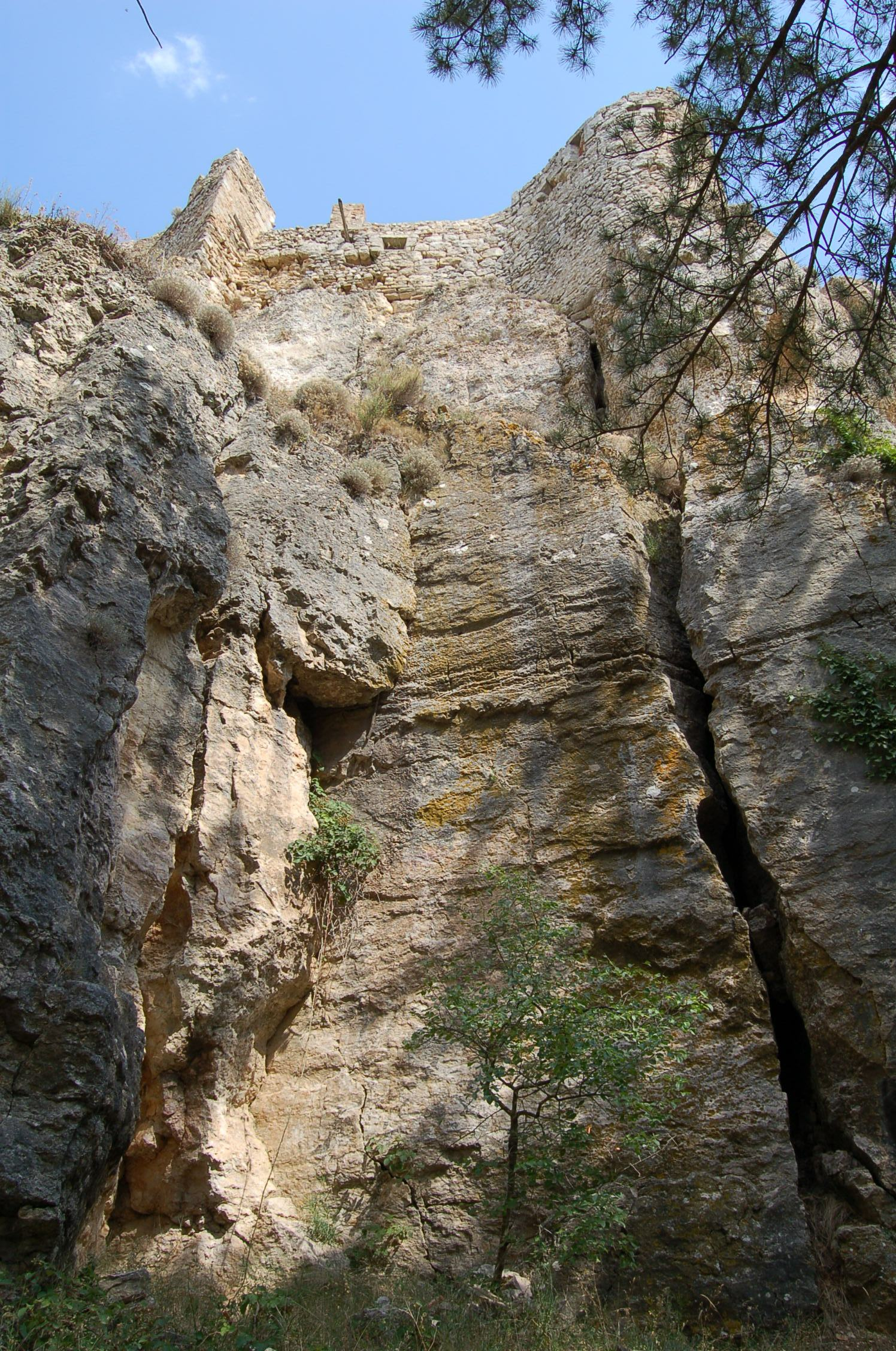
Indret per on es guanyà Morella el 26 de gener del 1838

El fracàs de l'expedició reial i la pèrdua de Cantavella, que fou presa per Evaristo San Miguel, privant els carlins del Maestrat de la seva fàbrica d'artilleria, va comportar l'assumpció de la iniciativa militar pel mateix pretendent Carles i una purga de tots els líders anteriors, entre ells l'infant Sebastià Gabriel. Carles va nomenar cap de l'estat major Rafael Maroto, que va optar per una estratègia conservadora al front del nord. Mentrestant, la guerra a l'Aragó i València va arribar a la màxima intensitat per l'empenta de Ramon Cabrera, que en saber-se aïllat va intentar infructuosament connectar-se amb Navarra intentant prendre Terol i Saragossa, i consolidant les seves conquestes amb la presa de Morella el 26 de gener de 1838, que va passar a ser la capital del seu domini al Maestrat.
Després d'una incursió, la partida d'Antonio Tallada i Romeu fou perseguida per les províncies de Múrcia i Albacete, fins a ser desfeta el març de 1838 pel brigadier Amor. El 21 de març es van enfrontar les tropes del general isabelí Gaetano Borso di Carminati i del carlí Ramon Cabrera al fortí de San Cristóbal; es dispersaren finalment les forces carlines. Cabrera va tornar a intentar connectar-se infructuosament amb Catalunya atacant Gandesa, i Francesc Tallada fou derrotat de nou en la batalla de Xèrica el 15 d'octubre.
El 21 de febrer de 1839, el moderat Maroto va ser destituït pel pretendent Carles, cosa que va accelerar les gestions de l'antic cap de l'estat major per trobar una solució al conflicte amb el general liberal Espartero. Finalment, es va arribar a un acord que es va ratificar el 31 d'agost, conegut com a conveni de Bergara. Encara que aquest va comptar amb l'oposició per part de les forces alabeses i navarreses, l'exèrcit basconavarrès es va diluir en pocs dies, i el pretendent Carles, que no va acceptar l'acord, va travessar la frontera el 14 de setembre, i restà confinat a Bourges.
A l'est peninsular, els carlins catalans i del Maestrat tampoc no van acceptar l'acord i van continuar la lluita. En el seu domini d'Aragó, nord de València i sud de Catalunya, Cabrera va mantenir la tardor de 1839 una defensa desesperada davant de les forces enviades per Espartero, que l'octubre estava a Saragossa amb 44.000 infants i 3.000 genets.
Entre els mesos de febrer i maig de 1840 van rendir-se les diferents places carlines: Segura, Castellote, Aliaga, Cantavieja, fins a la definitiva caiguda de Morella el 30 de maig. El 2 de juny, Cabrera va passar l'Ebre per Flix i entrà a Catalunya, on el general Josep Segarra havia intentat reorganitzar el moviment carlí, però en aquell moment sembla que podia estar preparant la capitulació. Després de ser rebut entusiàsticament a Berga, Cabrera lliurà una darrera batalla el 4 de juliol, però convençut que tot era endebades, va creuar definitivament la frontera francesa el 6 de juliol.

## La guerra a Catalunya

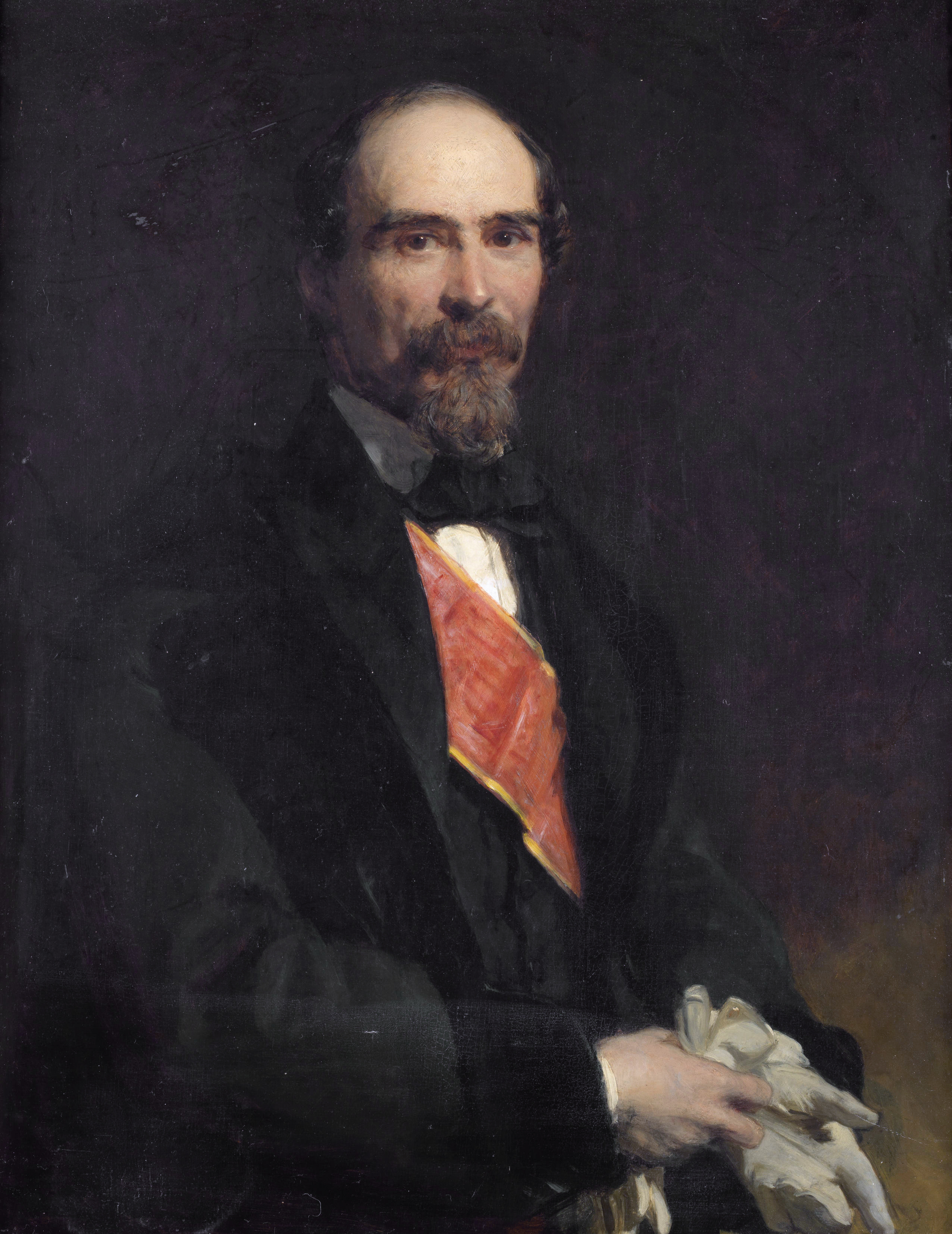
Ramon Cabrera

A Catalunya les nombroses partides actuaven sense coordinació. El comandament del pretendent va enviar un contingent de forces del territori carlí basconavarrès, seleccionat entre els més experimentats batallons dels quals disposava, l'agost de 1835, sota el comandament de Juan Antonio Guergué i format per 2.700 soldats amb la missió d'organitzar el front a Catalunya. Arribat a la seva destinació Guergué, va aconseguir agrupar una nombrosa força, intentant prendre Olot però fracassant en l'intent. Seguidament, Guergué va organitzar les tropes carlistes catalanes en un document oficial que s'enviaria al rei i als capitosts respectius. En el mateix document, posa de manifest que les tropes amb les quals disposa són unes 19.000 descomptant les portades per ell. No obstant això, aquestes dades són poc fiables a causa que donen un nombre alt de guerrilles no identificades. Malgrat això el nombre havia de ser molt alt.
Després de la marxa de Guergué de Catalunya van assumir el comandament Ignasi Brujó i Rafael Maroto. Aquest va estar poc temps (uns mesos), va crear confusió i va tenir moltes derrotes, per la qual cosa el desembre de 1836 va ser substituït per Blas María Royo de León, que havia estat cap de l'estat major de l'expedició Guergué. Royo va aconseguir victòries importants, com el desastre d'Oliver i la conquesta de Solsona.
Antonio Urbiztondo fou nomenat responsable militar carlí de Catalunya el mes de juny de 1837, amb el càrrec de comandant general de l'exèrcit del Principat. El 12 de juny de 1837, va rendir Berga, que es convertí en la capital del carlisme català fins a la fi de la guerra, i el 27 de juliol de 1837 conquerí Ripoll.
El següent acte de la campanya, en què participà el cap carlí ripollès Joan Cavalleria àlies Ne, va ser fer caure les altres poblacions del Ripollès situades a l'alt Ter, amb un fracàs inicial en l'intent de conquerir Sant Joan de les Abadesses. Amb les forces de Tristany, Zorrilla i Boquica, fou intentat de nou a finals d'agost de 1837, però de nou el baró de Meer, tot i la retirada de les seves forces envestides per les forces de Savalls i Boquica, va aconseguir obrir-se pas cap a Sant Joan de les Abadesses l'endemà; fracassaren també els dos atacs a Puigcerdà del 17 i el 25 de novembre de 1837.
Les forces liberals comandades pel baró de Meer reconqueriren Ripoll el 16 de març de 1838. En la batalla de Sant Quirze de Besora, entre el 9 i el 13 d'abril de 1838, els liberals, ajudats per la columna del coronel Carbó van ser derrotats per les forces de Joan Savalls, Puig i Cavalleria, que eren els encarregats del bloqueig, amb l'ajut de Segarra, Brujó i Zorrilla i els van obligar a refugiar-se a Vic.
Els problemes entre la Junta de govern de Berga i Urbiztondo van portar al nomenament de Josep Segarra i posteriorment, al juliol de 1838, al del comte d'Espanya, que es va esforçar a modernitzar les seves tropes al mateix temps que s'aproximava als sectors més radicals del carlisme, la qual cosa va provocar el descontentament de l'oficialitat carlista, que va sol·licitar la seva destitució al pretendent, la qual cosa va aconseguir a l'octubre. L'arribada de combatents carlistes procedents del front nord després de la signatura del conveni d'Oñate va aconseguir perllongar la guerra a Catalunya uns mesos més.
La guerra gairebé es va donar per acabada al nord amb el conveni de Bergara (també anomenat abraçada de Bergara) el 31 d'agost de 1839, que establia el respecte als furs bascos, però que no fou acceptat a Catalunya ni al Maestrat (sí que es van sotmetre les partides carlines de Galícia, Extremadura, Astúries, i La Manxa). L'exèrcit liberal, en poder concentrar totes les forces militars en un sol front, va poder ocupar, finalment, el territori de Cabrera, tot obligant-lo a marxar sobre Catalunya. Tot i les disputes internes en el si de la Junta Superior carlina de Catalunya, la guerra va continuar amb vigor, tenint-hi lloc algunes accions importants com la de Sant Andreu de Palomar a la primavera de 1840. Amb tot, la superioritat numèrica de l'exèrcit de la reina i les dissensions internes del carlisme van dificultar qualsevol resistència. Finalment, amb l'entrada d'Espartero a Berga el 4 de juliol, Cabrera va haver de passar a França el 6 de juliol del 1840, cosa que va suposar el final simbòlic de la guerra.

## La guerra a Castella la Vella i Castella la Nova
A les dues Castelles els moviments carlistes també van existir. Van ser més importants a Castella la Vella. A les zones properes al País Basc i Navarra, els carlistes, sota la pressió de les tropes isabelines, van acabar emparant-se en els carlistes basconavarresos, formant els batallons castellans. Els seus caps més importants van ser Balmaseda, Basilio García, Jerónimo Merino i Cuevillas. Van organitzar corregudes pel territori controlat pel bàndol isabelí, arribant a vegades fins a La Manxa. Els hússars d'Ontoria, una unitat selecta formada per experts genets castellans i dirigida per Balmaseda, va ser la unitat més important de cavalleria castellana que va acabar combatent amb Cabrera. No podent creuar l'Ebre en la fase final en caure el Maestrat en mans d'Espartero, van intentar fugir a França fent marrada per Conca, Sòria, Burgos, La Rioja i Navarra, desolant amb les seves preses i robatoris les poblacions que travessaven. Gran part d'ells van ser finalment interceptats a Navarra, quan Cabrera feia ja temps que es trobava a França i, per tant, la guerra havia finalitzat. Per això van ser considerats com a bandolers, i executats.
A Castella la Nova, els moviments carlistes es van centrar a Ciudad Real i a les zones properes a Cabrera (Conca i també Albacete). La partida més important de la regió va ser la dels germans Palillos. Aquesta partida estava formada per genets en la seva major part i va arribar a ser nombrosa comparada amb les altres partides manxegues, que mai van ser gaire superiors a un parell de centenars de soldats.

### La guerra a la província de Ciudad Real
A la província es van formar més d'un centenar de partides, algunes amb prou feines amb una desena de carlins i unes altres superant diversos centenars. S'hi donaven unes particularitats que cal buscar en la proliferació de partides:
- Donada l'orografia muntanyenca i el pas a través de la província de les comunicacions entre Madrid i Andalusia, des de molt abans, el bandolerisme hi estava molt desenvolupat.
- El substrat del bandolerisme latent va ser la base perquè durant la Guerra del Francès es creessin nombroses partides guerrilleres amb gran activitat.
- La província, molt depauperada, amb la terra pràcticament en poder d'unes poques persones, no sols comportava la pobresa a la gent que treballava el camp, sinó també a les localitats on els sabaters, sastres i altres oficis tenien uns ingressos molt baixos, ja que els seus clients, els treballadors del camp, no disposaven de diners.

Les experiències del bandolerisme, les de les guerrilles independentistes, la pobresa dels habitants i les quintes que s'emportaven tants joves que estaven aportant economia familiar, va fer que els caps carlistes trobessin amb facilitat persones tant al camp com a les ciutats per engrossir les seves files. Passava també amb freqüència que petites partides admetien l'indult, es reincorporaven als seus quefers, tornant però de nou poc de temps després a formar part d'una partida. El govern només a vegades va poder destinar tropes regulars suficients per combatre les partides, sent forces irregulars formades per voluntaris locals, enquadrats genèricament en el concepte de "milicians nacionals" els que van sostenir el pes principal de la lluita contra les partides, encara que amb escàs èxit, ja que fins i tot mesos després de conclosa la guerra, van estar-ne actives diverses durant un temps. Algunes van tornar a convertir-se en colles de bandolers, quedant la seva persecució en mans de la recentment creada Guàrdia civil.
El moviment carlí mai va tenir unitat de comandament i d'administració ni va conservar cap territori en el qual hagués pogut instal·lar les seves casernes, magatzems, quadres de cavalls, dipòsits de ferits i presoners, mantenint-se contínuament en moviment per la província, assaltant pobles i refugiant-se a les muntanyes. A vegades, s'unien diverses petites partides per realitzar un atac en una localitat important o a un comboi que circulava per la carretera de Madrid a Andalusia. En arribar a la província, les expedicions de Gómez i Basilio García, van formar part d'aquestes mentre es van mantenir a la província, algunes van marxar amb aquestes a províncies veïnes, fins i tot uns quants carlins les van acompanyar al seu retorn al territori basconavarrès.

## Galeria d'imatges

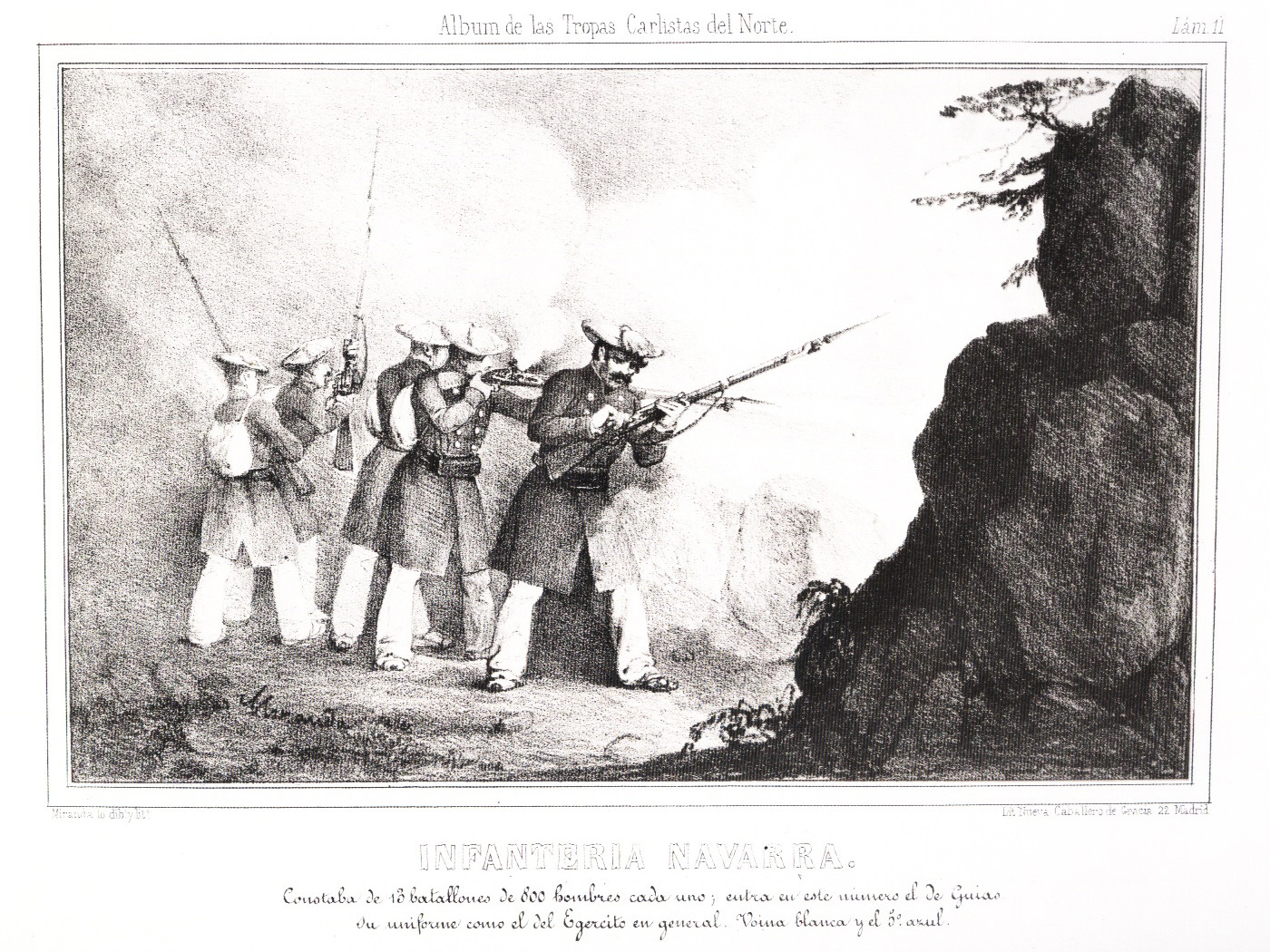
Gravat de la infanteria carlina navarresa
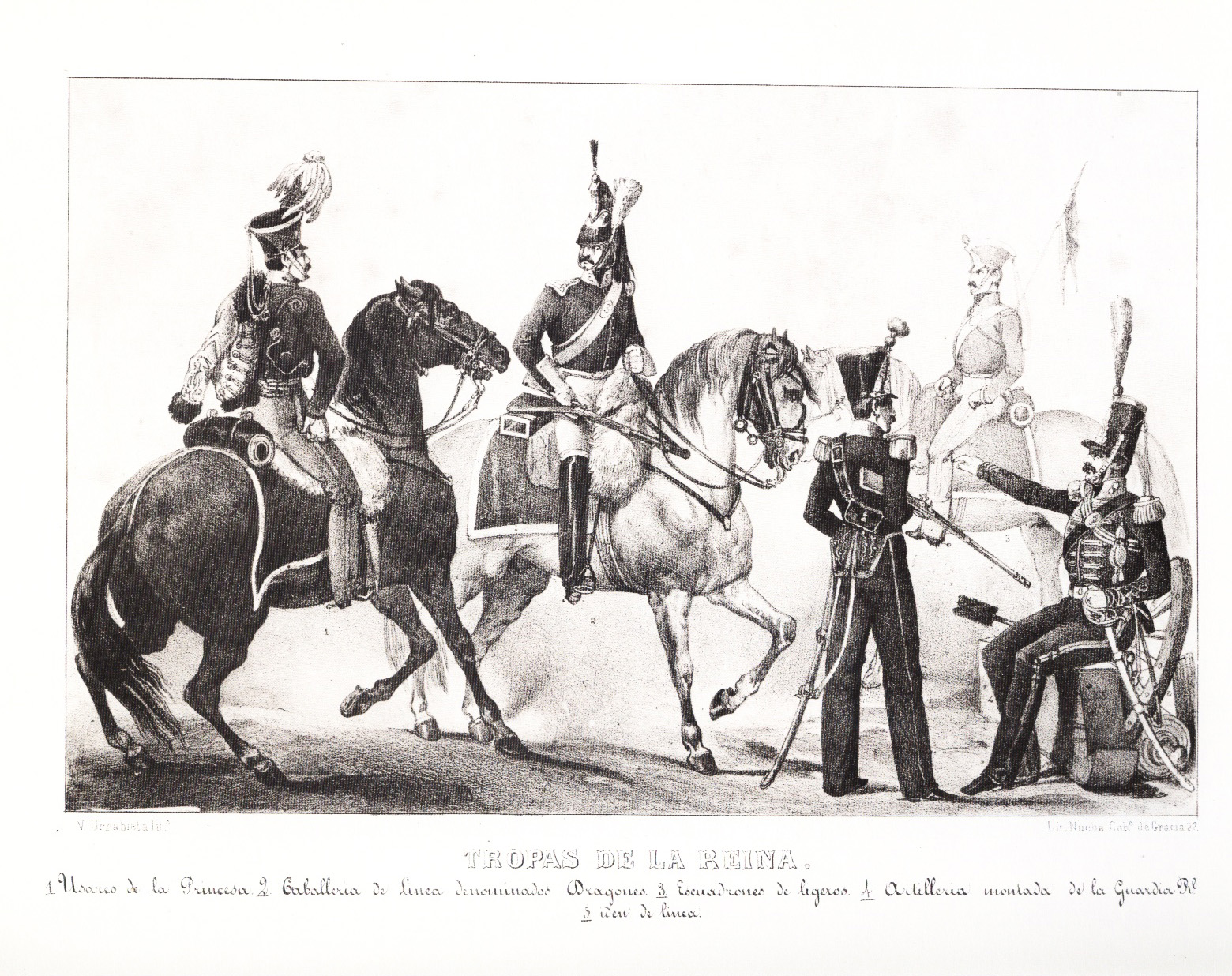
Gravat de les tropes isabelines
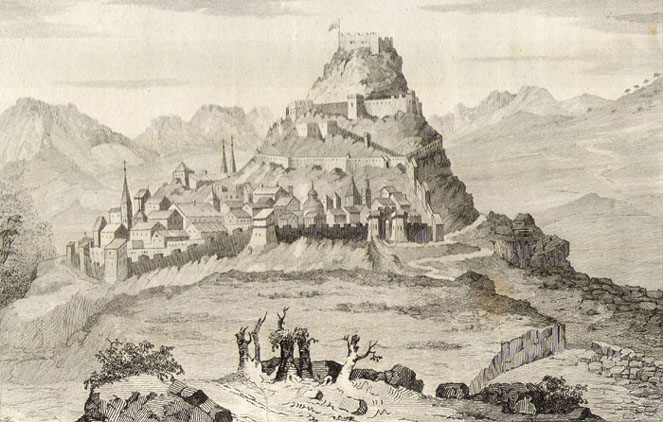
Gravat de Morella cap al 1840
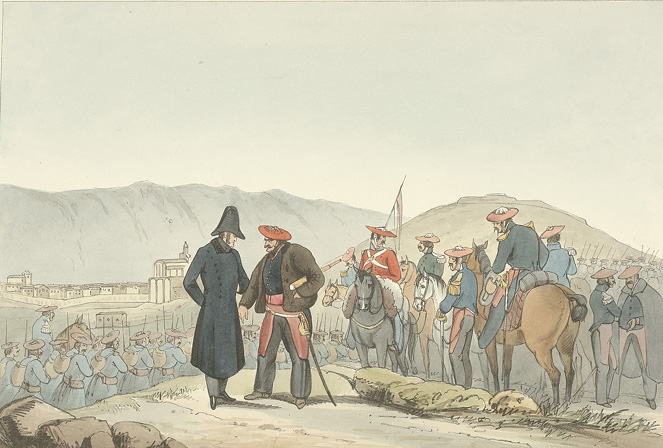
Zumalacárregui, el pretendent Carles Maria Isidre de Borbó i el seu estat major